# Friederike Krüger

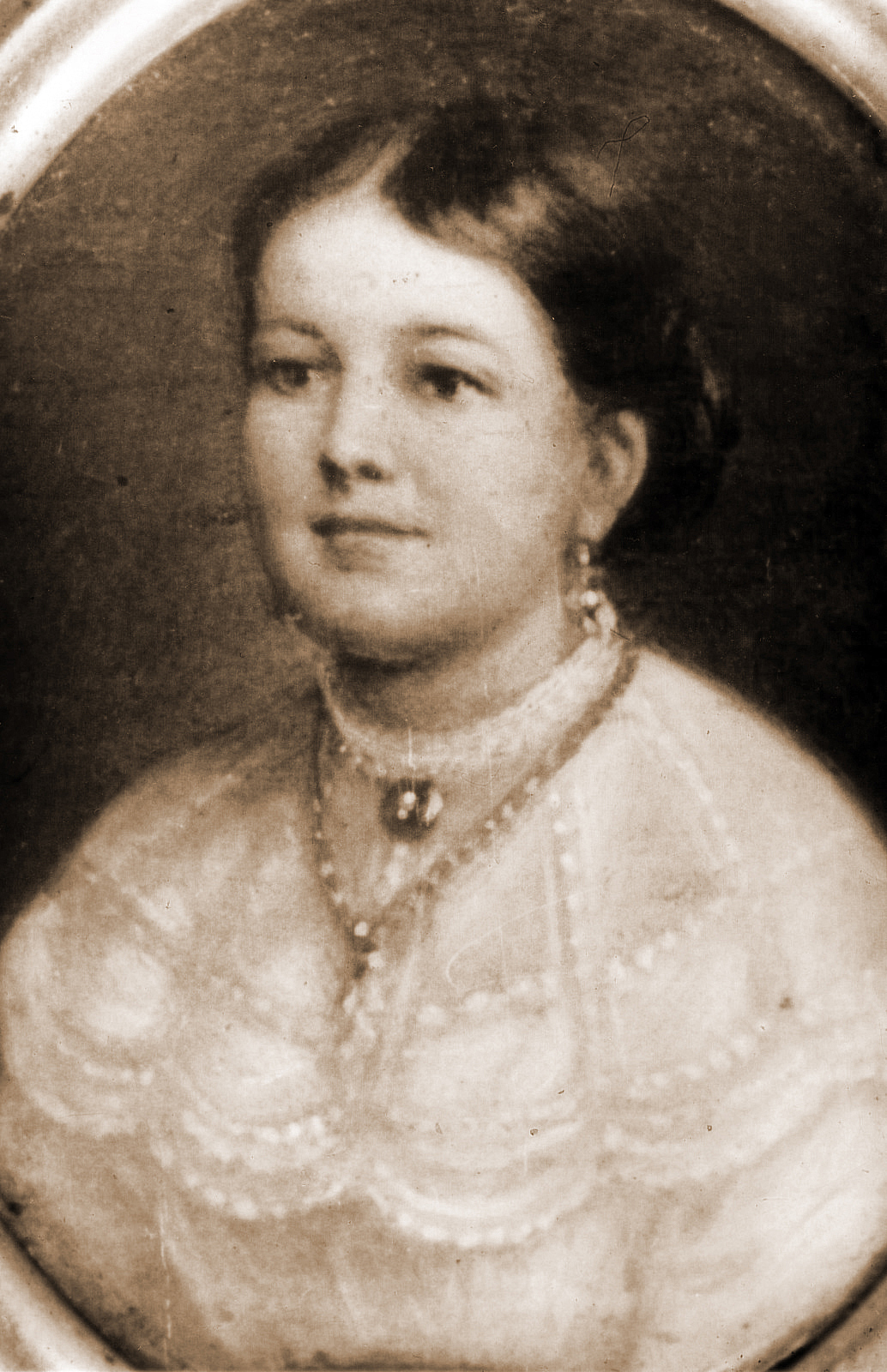
Friederike Krüger

Sophia Dorothea Friederica Krüger, verheiratete Köhler, Pseudonym August Lübeck (* 4. Oktober 1789 in Friedland (Mecklenburg); † 31. Mai 1848 in Templin) war eine Soldatin in den Befreiungskriegen.

## Leben
Friederike Krüger, einzige Tochter des Friedländer Arbeitsmanns Johann(es) Jürgen Krüger und dessen Frau Regina Maria, geb. Rap..., arbeitete früh als Dienstmädchen und sollte ab 1812 in Anklam den Beruf der Schneiderin erlernen. Als Mann verkleidet, trat sie unter dem Namen August Lübeck im Frühjahr 1813 in die 4. Kompanie des 1. Bataillons unter Major von Schmidt in das Königlich Preußische 9. Infanterie-Regiment (Kolberger Regiment) ein. Sie hatte sich mit 23 Jahren die Haare abgeschnitten, trug selbstgeschneiderte Männerkleidung und war dem Aufruf einer Mobilmachung gefolgt. Sie wurde zunächst nicht entdeckt, weil es in der Hektik der Mobilmachung keine ärztlichen Untersuchungen auf Wehrtauglichkeit gab.
Auch später wurde sie von den Kameraden ihrer Kompanie, bei denen sie wegen ihrer Tapferkeit hohes Ansehen genoss, gedeckt. Während eines Angriffs verriet sie sich durch ihre hohe Stimme; weil sie sich jedoch stets mit Bravour geschlagen hatte, erhielt sie von König Friedrich Wilhelm III. von Preußen die Genehmigung, unter ihrem wahren Namen weiter im Heer zu dienen. Friederike Krüger nahm an der Schlacht bei Großbeeren am 23. August 1813 teil. Während der Schlacht bei Dennewitz am 6. September 1813 wurde Krüger durch Granatsplitter schwer verwundet und für ihre Tapferkeit noch auf dem Schlachtfeld von Oberst von Zastrow zum Unteroffizier bei der Leibkompanie ernannt. Für ihre Verdienste wurde sie mit dem Eisernen Kreuz 2. Klasse ausgezeichnet.
Nach ihrer Genesung nahm sie weiter an den Feldzügen der preußischen Armee gegen die napoleonischen Truppen teil. Über Holland kam sie nach Frankreich und zog 1814 mit den alliierten Truppen in Paris ein. Nach Napoleons endgültiger Niederlage 1815 nahm Friederike Krüger ihren Abschied aus dem preußischen Heer. Sie erhielt wegen ihrer Verdienste vom preußischen König eine Jahresrente von 72 Talern und vom Mecklenburg-Strelitzschen Großherzog Karl II. eine jährliche Pension von 50 Talern.
Während eines Ordensfestes für Träger des Eisernen Kreuzes lernte sie den preußischen Unteroffizier Carl Köhler kennen. Sie verlobten sich mit Zustimmung des Königs und heirateten am 5. März 1816 in der Berliner Garnisonkirche. Vom preußischen König erhielt Friederike eine größere Aussteuer, ihr Ehemann wurde zum Ober-Steuer-Kontrolleur ernannt. Für den erstgeborenen Sohn des Paares übernahm der König von Preußen, für die erste Tochter der Großherzog von Mecklenburg-Strelitz die Patenschaft. Friederike und ihre Familie, zu der nach dem Sohn noch drei Töchter kamen, lebten zunächst in Lychen und zogen 1841 nach Templin. Hier starb Friederike Krüger-Köhler schwer krank am 31. Mai 1848.

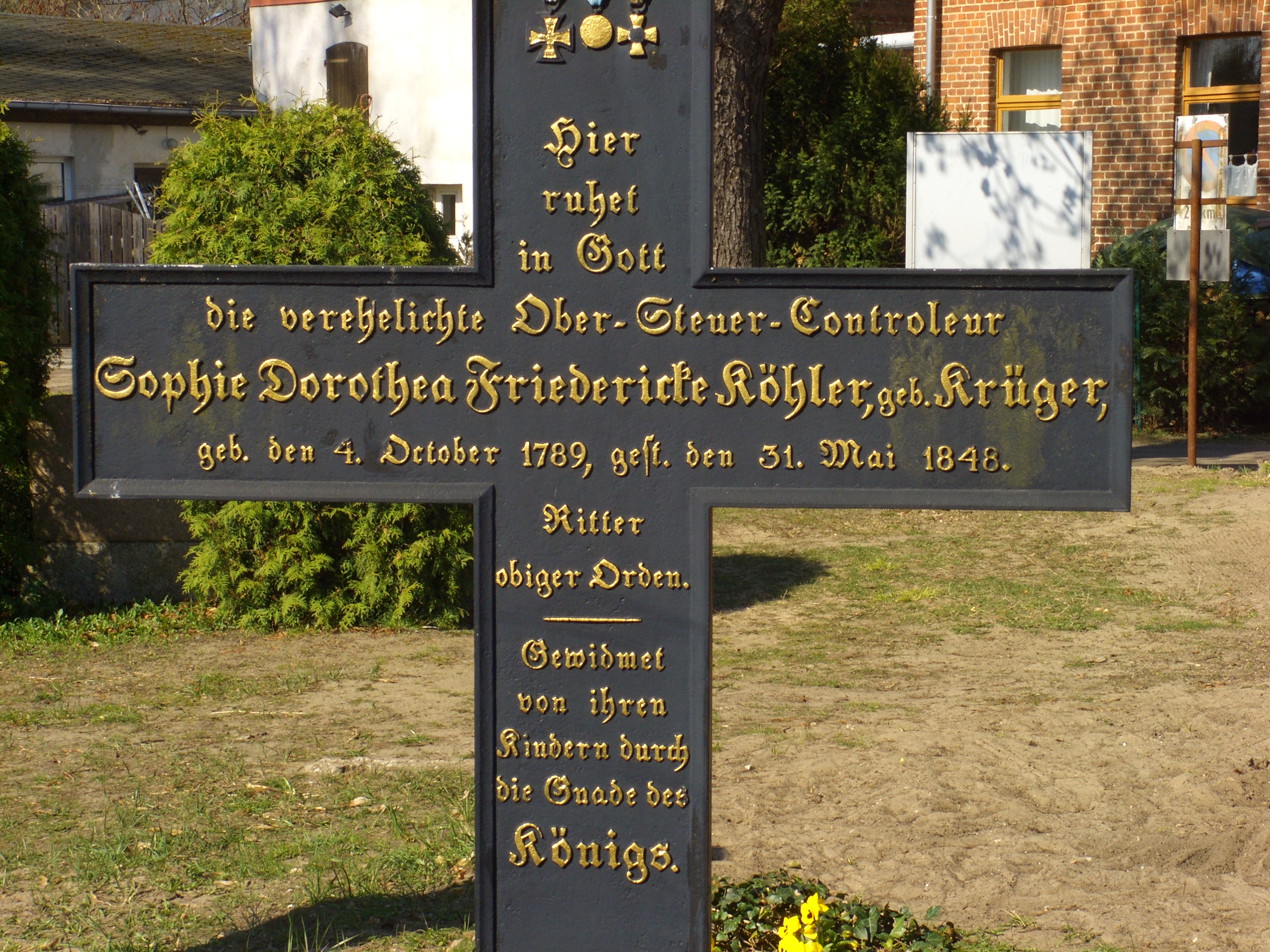
Grab von Friederike Krüger auf dem St.-Georgen-Friedhof in Templin

Friederike Krüger wurde nach ihrem Tod mit allen Ehren auf dem St.-Georgen-Friedhof in Templin beigesetzt, ihr Grab ist dort heute noch zu sehen. Sie war Trägerin des preußischen Eisernen Kreuzes und der preußischen Kriegsdenkmünze sowie des Russischen Ordens des Heiligen Georg. In Friedland, Templin und Großbeeren wurden Straßen nach ihr benannt.

## Literarisches Motiv
Das Leben der Friederike Krüger stand mehrfach im Mittelpunkt literarischer Werke:
- Heinrich Riemann: Der Unteroffizier im Regiment Colberg Sophia Dorothea Friederike Krüger, Ritter des eisernen Kreuzes und des russischen Georgen-Ordens, aus Friedland in Mecklenburg-Strelitz. Keine Novelle, sondern ein Lebensbild nach Urkunden gezeichnet. F. Duncker, Berlin 1865.
- Werner May: Mädchen im Soldatenrock. Die Geschichte des Unteroffiziers Friederike Auguste Krüger. Reutlingen, (ca. 1940/41).
- Anita Heiden-Berndt: Friederike Auguste Krüger. Historisch-biographischer Roman. Neubrandenburg, 1994. ISBN 3-910170-16-1

## Nachleben
In einem Artikel der Zeit mit der Überschrift Warum nicht eine Friederike-Krüger-Kaserne? plädierte der CDU-Politiker Peter Tauber im August 2018 dafür, eine Kaserne der Bundeswehr nach Friederike Krüger zu benennen.
Am 10. September 2025 wird die nach Paul von Hindenburg benannte Hindenburg-Kaserne in Munster in Unteroffizier-Friederike-Krüger-Kaserne umbenannt.